# Gastromyzon psiloetron
Gastromyzon psiloetron är en fiskart som beskrevs av Tan 2006. Gastromyzon psiloetron ingår i släktet Gastromyzon och familjen grönlingsfiskar. Inga underarter finns listade i Catalogue of Life.